# Kanon Rytm
Kanon Rytm – polski big-band wokalno-instrumentalny, który powstał w 1965 roku przy Państwowej Wyższej Szkole Muzycznej w Łodzi z inicjatywy Janusza Sławińskiego i Marka Jaszczaka, wcześniej dyrygenta chóru i orkiestry Kanon Rytm.

## Historia
W skład zespołu wchodzili uczniowie i studenci tamtejszych ognisk i szkół muzycznych: Andrzej Rybiński (gitara), Jerzy Rybiński (gitara basowa), Waldemar Nowak (pianino), Jan Stefanek (saksofon) i Jerzy Kiełczewski (trąbka). Bracia Rybińscy i J. Stefanek równolegle występowali w zespole Piotrusie. Grupa Kanon Rytm dzięki częstym występom zyskała lokalną popularność. Formacja akompaniowała m.in. Krzysztofowi Cwynarowi i Jolancie Marciniak.
W 1967 roku do No To Co odeszli J. Rybiński i J. Stefanek, zaś A. Rybiński został powołany do wojska. Od stycznia 1969 roku zespół występował w składzie: Ewa Śnieżanka (śpiew), Alicja Eksztajn (znana również jako Ala Eksztajn – śpiew; występowała z grupą na festiwalu opolskim w latach 1969–1970), Sława Mikołajczyk (śpiew), Haakon Sandøy (śpiew), W. Nowak (pianino), Tomasz Dziubiński (gitara, śpiew), Edward Miśkiewicz (trąbka), Stanisław Góral (saksofon tenorowy), Janusz Mariański (gitara basowa) i Grzegorz Gierłowski (perkusja).
W 1968 roku Alicja Eksztajn nagrała z big-bandem Kanon Rytm swój pierwszy przebój Mój płacz ukoi wiatr (1968), który zaśpiewała w 1970 r. w programie TVP. Kolejne piosenki, które pojawiły się na antenie to: Nie wierz plotkom i W tak wielkim mieszkasz mieście. Autorem wszystkich kompozycji do słów Bogdana Loebla jest Maciej Kossowski, który w ten sposób promował artystkę.
19 stycznia 1969 r. odbyła się premiera nowego programu w łódzkiej Filharmonii, ponadto big-band wziął udział w 135 Zgaduj - Zgaduli. W imprezie biorą udział między innymi Trubadurzy i Tadeusz Chyła. Rolę konferansjerów pełnili: Marian Przybylski i Wacław Rokita. W kwietniu 1969 r. Dziubiński i Gierłowski odchodzą z zespołu i rozpoczynają współpracę z Krzysztofem Sadowskim.
Od tego momentu, w latach 1969–1971 przez zespół przewinęli się m.in.: Maria Pardoch (śpiew), Edward Hulewicz (śpiew), Zbigniew Gałązka (gitara), Michał Potępa (gitara), Henryk Wilmański (saksofon barytonowy), Andrzej Życzyński (puzon), Karol Nicze (instrumenty klawiszowe), Włodzimierz Korcz (instrumenty klawiszowe), Janusz Gołębiowski (fortepian), Henryk Wojciechowski (instrumenty klawiszowe), Krzysztof Majchrzak (organy), Janusz Mańkowski (gitara basowa), Janusz Płyta (gitara basowa), Waldemar Wieszczycki (gitara, gitara basowa), Czesław Mogiliński (gitara basowa), Michał Wiński (perkusja), Zbigniew Gajewski (perkusja), Maciej Czaj (perkusja).
W maju 1970 roku Zbigniew Gajewski, Janusz Gołębiowski i Janusz Mańkowski wyjeżdżają jako TRIO SPIDERS do Finlandii.
W łódzkim środowisku Kanon Rytm był tym, czym w Warszawie Młodzieżowe Studio „Rytm”. Zespół brał udział w popularnych programach Ośrodka Telewizyjnego w Łodzi: Halo tu Łódź, Proszę dzwonić, czy Rendez vous z Kanon Rytmem. Grupie nie udało się stworzyć własnego stylu, natomiast cieszyła się uznaniem jako zespół akompaniujący. Do ambitniejszej części repertuaru należały jej utwory instrumentalne, m.in. opracowania tematów operowych.
W 1970 r. Kanon Rytm na KFPP w Opolu towarzyszył duetowi Framerowie. Odtąd formacja grała utwory z pogranicza beatu i typowej muzyki rozrywkowej, często akompaniując i towarzysząc w nagraniach radiowych wykonawcom tzw. muzyki środka – Irenie Santor, Teresie Tutinas, Halinie Kunickiej, Steni Kozłowskiej, czy Łucji Prus. W 1971 roku zespół jako Canon-Rytm towarzyszył żeńskiej grupie wokalnej Pro Contra na planie filmu Milion za Laurę (reż. Hieronim Przybył), wykonując piosenkę pt. Walc pielęgniarek.
Formacja została rozwiązana w 1971 r. wraz z odejściem J. Sławińskiego do pracy w Telewizji (Telewizyjny Ekran Młodych, Giełda piosenki, Bank Miast, Turniej Miast, Od Opola do Opola).

## Dyskografia[7]

### EP
- 1972[8]: Pro Contra – Pro Contra (EP, Muza N-0697)

### Kompilacje
- 1970: Premiery - Opole (LP, Muza XL-0633)
- 1970: Telewizyjna Giełda Piosenki (7) (LP, Muza N-0595)
- 1971: Discorama 1 (EP, Muza XL/SXL 0673)
- 2007: Discorama (CD, Polskie Radio – PRCD 1009)

### Pocztówki dźwiękowe
- ?: Zofia i Zbigniew Framerowie - Chemia (Pocztówka dźwiękowa, Ruch R/u-0048-u)
- ?: Halina Kunicka / Z. Z. Framerowie (Wyrób Pocztówek Dźwiękowych A. Cichecki – A-386)[9]

### Nagrania radiowe
- 1968: Mój płacz ukoi wiatr (voc. A. Eksztajn), Nie wierz plotkom (voc. A. Eksztajn), W tak wielkim mieszkasz mieście (voc. A. Eksztajn)[1]

- 1969: Aria Cavaradossiego z III aktu op. "Tosca" (instr.), Pieśń o podrzynaniu gardeł (instr.), Czarne oczka (voc. S. Mikołajczyk), Było blisko (voc. Z. Kamińska), Nie pytaj już (voc. E. Hulewicz)

- 1970: Chora mrówka (instr.), W takim wielkim mieszkasz mieście (voc. A. Eksztajn[10]), Zostań sennym marzeniem (voc. E. Hulewicz), Czy masz mi coś do powiedzenia (voc. Z. Z. Framerowie), Mazurska kraina (voc. Z. Z. Framerowie).